# Осташево (Мазовецьке воєводство)
Осташево (пол. Ostaszewo) — село в Польщі, у гміні Сонськ Цехановського повіту Мазовецького воєводства.
Населення — 81 особа (2011).
У 1975-1998 роках село належало до Цехановського воєводства.

## Демографія
Демографічна структура станом на 31 березня 2011 року:
|          | Загалом | Допрацездатний вік | Працездатний вік | Постпрацездатний вік |
| -------- | ------- | ------------------ | ---------------- | -------------------- |
| Чоловіки | 43      | 11                 | 24               | 8                    |
| Жінки    | 38      | 10                 | 19               | 9                    |
| Разом    | 81      | 21                 | 43               | 17                   |